# Universidad de Economía de Esmirna
La Universidad de Economía de Esmirna (IUE) fue la primera universidad de Esmirna y de la región del Egeo. Creada en 2001 por la Fundación de Educación y Salud de la Cámara de Comercio de Esmirna, es una universidad privada reconocida por el Consejo de Educación Superior de Turquía (YÖK).

## Historia
La IUE cuenta con más de 7.500 estudiantes que estudian en grados asociados, programas de pregrado y posgrado en varios campus. Entre sus centros destacan 7 facultades (38 programas de pregrado), 2 escuelas de posgrado (35 programas de maestría, 6 programas de doctorado) , 2 escuelas y 3 escuelas vocacionales. Entre los programas de pregrado que se ofrecen, hay 7 programas de doble titulación realizados conjuntamente con la Universidad Estatal de Nueva York (SUNY). En 2020 se pondrá en marcha la Facultad de Medicina que recibirá a los primeros estudiantes de pregrado, como la octava facultad.
IUE pone gran énfasis en la internacionalización, como se menciona en el Plan Estratégico Corporativo 2013-2023. Con este objetivo en mente, se han establecido relaciones sólidas con universidades distintivas de todo el mundo para el intercambio de estudiantes y profesores, la investigación conjunta y los estudios científicos. 156 acuerdos Erasmus con universidades de 28 países de la UE y 30 protocolos de cooperación con universidades de 12 países ayudan a IUE a establecer intercambios de culturas y enfoques educativos entre universidades con muchas universidades distintivas. Anualmente, IUE tiene estudiantes internacionales de 60 países, ya sea como estudiantes de intercambio o de tiempo completo y personal académico internacional. El objetivo final es dar la bienvenida a la IUE a estudiantes de todos los países del mundo.
El idioma de trabajo es el inglés (excepto en la Facultad de Derecho). Es obligatorio durante todo el período de estudios que todos los estudiantes de pregrado elijan y sigan aprendiendo un segundo idioma extranjero de entre nueve idiomas ofertados (alemán, francés, chino, japonés, ruso, italiano, español, griego y portugués).
En 2009, IUE se sometió a un proceso de Programa de Evaluación Institucional (IEP) de la Asociación Universitaria Europea (EUA) que tiene como objetivo contribuir al desarrollo de la calidad en las universidades y difundir ejemplos de gestión estratégica eficaz. En 2012, IUE tuvo una evaluación de seguimiento positiva por parte de EUA para aumentar la calidad y el alcance de la educación superior ofrecida. IUE sigue las últimas tendencias en educación superior internacional para satisfacer las necesidades de los estudiantes y graduados. Como resultado de esto, IUE fue galardonado con la etiqueta European Credit Transfer System (ECTS) por la Comisión Europea en 2011 debido a la implementación exitosa del European Credit Transfer System y el Proceso de Bolonia. IUE es la primera universidad privada de Turquía que ha sido galardonada con la etiqueta ECTS.

## Programas académicos

### Programas de grado
Facultad de Ingeniería e Informática
- Ingeniería Aeroespacial
- Ingeniería Biomédica
- Ingeniería de Cómputo
- SUNY-IUE Programa de Diplomado Dual en Ingeniería de Cómputo (SUNY Fredonia Campus)
- Ingeniería de Software
- SUNY-IUE Programa de Diplomado Dual en Ingeniería de Software  (SUNY Fredonia Campus)
- Ingeniería Industrial
- Ingeniería Eléctrica y Electrónica
- Ingeniería Mecánica
- Ingenieriía Mecatrónica
- Ingeniería Civil
- Ingeniería de Alimentos

Facultad de Bellas artes Y Diseño
- Arquitectura
- Arquitectura de interior y Diseño Medioambiental
- Diseño de Comunicación visual
- Diseño industrial
- Moda y Diseño Textil

Facultad de Empresarial
- Administración de Empresas
- SUNY-IUE Programa de Diplomado Dual en Administración de Empresas (SUNY New Paltz Campus)
- Economía
- Programa de Contabilidad y Auditoría
- SUNY-IUE Programa de Diplomado Dual en Economía (SUNY Cortland Campus)
- Ciencias Políticas y Relaciones Internacionales
- Comercio Internacional y Finanzas
- Administración de Logística

Facultad de Artes y Ciencias
- Matemática
- Psicología
- Sociología
- Física
- Traducción e Interpretación

Facultad de Comunicación
- Relaciones públicas y Anunciando
- Comunicación y Medios de comunicación nuevos
- Cine y Medios de comunicación Digitales

Facultad de Ley
- Ley

Facultad de Ciencias de Salud
- Administración de salud
- Nursing

Facultad de Medicina
Escuela de Ciencias de Administración Aplicada
- Administración y Artes culinarias
- SUNY-IUE Administración y Artes culinarias Programa de Diploma Dual (SUNY Cobleskill Campus)

### Escuelas de licenciado
Escuela de licenciado de Ciencias Sociales
Programas de maestría
- Finanza bancaria y Aplicada
- Comunicación de marca
- Estudios de diseño (con tesis)
- Economía (con tesis)
- Ejecutivo MBA (sin tesis, programa turco)
- Psicología experimental (con tesis)
- Finanza (sin tesis)
- Economía financiera (con tesis)
- Economía financiera (sin tesis)
- Administración de Instituciones de la salud
- Administración de logística (con tesis)[1]
- Administración de logística (sin tesis)
- Comunicación de marketing y Relaciones Públicas
- Maestro de Aprendizaje de Distancia de Administración Empresarial e-MBA
- Maestro de Distancia de Administración Empresarial que Aprende e-MBA (programa turco)
- Maestro de Administración Empresarial MBA (sin tesis)
- Medios de comunicación y Estudios de Comunicación (con tesis)
- Ciencia política y Relaciones Internacionales (con tesis)
- Ciencia política y Relaciones Internacionales (sin tesis)
- Ley privada (con tesis)
- Ley privada (sin tesis)
- Energía sostenible (con tesis)
- Energía sostenible (sin tesis)
- Diseño de yate (sin tesis)

PhD Programas
- Administración empresarial
- Estudios de diseño
- Economía
- Finanza

Escuela de licenciado de Natural y Aplicó Ciencias
Programas maestros
- Diseño Arquitectónico adelantado (sin tesis)
- Estadística aplicada (con tesis)
- Arquitectura (con tesis)
- Matemática financiera (sin tesis)
- Ingeniería industrial (con tesis)
- Sistemas de Ingeniería inteligente (con tesis)
- Ingeniería de ordenador (con tesis)
- Ingeniería Eléctrica e Ingeniería de Electrónica (con tesis)

PhD Programas
- Matemática y Estadística Aplicadas
- Ingeniería de ordenador
- Ingeniería Eléctrica e Ingeniería Electrónica